# سينارة سيبيرية
سينارة سيبيرية (الاسم العلمي: Cinara sibericae) هي نوع من الحشرات تتبع جنس السينارة من فصيلة المنية.